# Scoparia claranota
Scoparia claranota là một loài bướm đêm trong họ Crambidae.